# سيريل نيفيل
سيريل نيفيل (بالإنجليزية: Cyril Neville)‏ هو موسيقي أمريكي، ولد في 10 أكتوبر 1948.

## وصلات خارجية
- سيريل نيفيل على موقع IMDb (الإنجليزية)
- سيريل نيفيل على موقع ميوزك برينز (الإنجليزية)
- سيريل نيفيل على موقع إن إن دي بي (الإنجليزية)
- سيريل نيفيل على موقع أول ميوزيك (الإنجليزية)
- سيريل نيفيل على موقع ديسكوغز (الإنجليزية)
- سيريل نيفيل على موقع قاعدة بيانات الفيلم (الإنجليزية)